# 소니 센터
소니 센터(영어: Sony Center)는 독일 베를린 포츠다머 플라츠에 있는 건축물이다. 일본 소니의 투자로 2000년 6월 개장했으며 모두 7개의 건물이 들어서 있다.
각 회사 사무실, 영화박물관, 40여개 스크린을 갖춘 영화관, 호텔 등을 갖추고 소니 유럽본사, 소니 독일지사, 소니 픽처스 독일지사, 독일 철도회사, 제약회사 사노피아벤티스가 입주해 있다.
건물 내부의 광장을 덮고 있는 돔은 일본 후지산을 상징한다. 2008년에 소니는 대한민국의 국민연금공단에 투자 관련으로 매각하였다.